# Calcio Monza 1991-1992
Questa voce raccoglie le informazioni riguardanti il Calcio Monza nelle competizioni ufficiali della stagione 1991-1992.

## Stagione
Nella stagione 1991-1992 il Monza ha disputato il girone A della Serie C1. Con 45 punti in classifica si è piazzata in seconda posizione ed ha ottenuto la promozione in Serie B, con la Spal di Ferrara che ha vinto il campionato con 47 punti; così dopo due stagioni in Serie C1, i biancorossi fanno ritorno nel campionato cadetto.
Nel girone A c'erano almeno sei pretendenti ai due posti per la serie cadetta: oltre alle due promosse, si sono fatte valere il Como, il Vicenza, l'Empoli e la Triestina. Il Monza del confermato tecnico Giovanni Trainini ha fatto affidamento su una super difesa, che si è dimostrata la migliore del torneo, avendo subito solo 15 reti nelle 34 partite del campionato.
Nella Coppa Italia nazionale i brianzoli non hanno superato il primo turno, estromessi dal Pisa, mentre nella Coppa Italia di Serie C sono entrati in gioco nei sedicesimi superando il Lecco, per poi essere eliminati dalla competizione negli ottavi dal Varese.

## Rosa
| N. |                   | Ruolo | Calciatore        |
| -- | ----------------- | ----- | ----------------- |
|    | Italia (bandiera) | D     | Marco Babini      |
|    | Italia (bandiera) | C     | Massimo Brambilla |
|    | Italia (bandiera) | C     | Rocco Cotroneo    |
|    | Italia (bandiera) | D     | Alessio Delpiano  |
|    | Italia (bandiera) | C     | Luigi Di Biagio   |
|    | Italia (bandiera) | A     | Simone Erba       |
|    | Italia (bandiera) | D     | Claudio Finetti   |
|    | Italia (bandiera) | P     | Paolo Mancini     |
|    | Italia (bandiera) | A     | Paolo Mandelli    |
|    | Italia (bandiera) | D     | Stefano Marra     |
|    | Italia (bandiera) | D     | Marco Monza       |

| N. |                   | Ruolo | Calciatore         |
| -- | ----------------- | ----- | ------------------ |
|    | Italia (bandiera) | D     | Davide Moretti     |
|    | Italia (bandiera) | C     | Paolo Perugi       |
|    | Italia (bandiera) | C     | Anselmo Robbiati   |
|    | Italia (bandiera) | P     | Maurizio Rollandi  |
|    | Italia (bandiera) | D     | Alessandro Romano  |
|    | Italia (bandiera) | C     | Fulvio Saini       |
|    | Italia (bandiera) | D     | Roberto Sala       |
|    | Italia (bandiera) | A     | Gianfranco Serioli |
|    | Italia (bandiera) | D     | Christian Terni    |
|    | Italia (bandiera) | A     | Franco Turrini     |
|    | Italia (bandiera) | C     | Fabio Viviani      |

## Risultati

### Serie C1

#### Girone di andata
| Arbitro: | Russo (Pescara) |

|  |           |              |
|  | Marcatori | 68’ Delpiano |

| Arbitro: | Gronda (Genova) |

|                                  |           |  |
| F. Rossi 59’ (aut.) Mandelli 69’ | Marcatori |  |

| Arbitro: | Borriello (Mantova) |

|               |           |  |
| G. Carboni 4’ | Marcatori |  |

| Arbitro: | Pacifici (Roma) |

|                            |           |                 |
| Mandelli 27’ Brambilla 49’ | Marcatori | 60’ Bergamaschi |

| Arbitro: | Fonisto (Napoli) |

|                |           |             |
| F. Turrini 31’ | Marcatori | 50’ Weffort |

| Arbitro: | De Prisco (Nocera Inferiore) |

|                                |           |  |
| Zamuner 75’ (rig.) Brescia 93’ | Marcatori |  |

| Arbitro: | Gregori (Piacenza) |

|                                       |           |                    |
| Robbiati 11’ Serioli 25’ Mandelli 59’ | Marcatori | 53’ (aut.) Serioli |

| Vicenza 10 novembre 1991 8ª giornata | Vicenza             | 0 – 0 | Monza | Stadio Romeo Menti\| Arbitro: \| Minotti (Frosinone) \| |
| Arbitro:                             | Minotti (Frosinone) |       |       |                                                         |

| Monza 17 novembre 1991 9ª giornata | Monza          | 0 – 0 | Como | Stadio Brianteo\| Arbitro: \| Rossi (Rovigo) \| |
| Arbitro:                           | Rossi (Rovigo) |       |      |                                                 |

| Arbitro: | Zuccolini (Reggio Emilia) |

|             |           |             |
| Coppola 18’ | Marcatori | 50’ Serioli |

| Arbitro: | Santoruvo (Bari) |

|                                            |           |             |
| Viviani 5’ Di Biagio 40’ Mandelli 49’, 84’ | Marcatori | 16’ Ramponi |

| Palazzolo sull'Oglio 8 dicembre 1991 12ª giornata | Palazzolo                 | 0 – 0 | Monza | Stadio Comunale\| Arbitro: \| Misticoni (Ascoli Piceno) \| |
| Arbitro:                                          | Misticoni (Ascoli Piceno) |       |       |                                                            |

| Arbitro: | Bertocci (Genova) |

|                   |           |  |
| Baioni 86’ (aut.) | Marcatori |  |

| Monza 22 dicembre 1991 14ª giornata | Monza        | 0 – 0 | Triestina | Stadio Brianteo\| Arbitro: \| Giove (Bari) \| |
| Arbitro:                            | Giove (Bari) |       |           |                                               |

| Arezzo 29 dicembre 1991 15ª giornata | Arezzo        | 0 – 0 | Monza | Stadio Città di Arezzo\| Arbitro: \| Rocchi (Roma) \| |
| Arbitro:                             | Rocchi (Roma) |       |       |                                                       |

| Monza 12 gennaio 1992 16ª giornata | Monza                | 0 – 0 | Baracca Lugo | Stadio Brianteo\| Arbitro: \| Siciliano (Brindisi) \| |
| Arbitro:                           | Siciliano (Brindisi) |       |              |                                                       |

| Arbitro: | Treossi (Forlì) |

|             |           |           |
| Moretto 81’ | Marcatori | 51’ Saini |

#### Girone di ritorno
| Arbitro: | Di Filippo (Chieti) |

|             |           |             |
| Viviani 26’ | Marcatori | 53’ Mariano |

| Massa 9 febbraio 1992 19ª giornata | Massese            | 0 – 0 | Monza | Stadio degli Oliveti\| Arbitro: \| Ercolino (Cassino) \| |
| Arbitro:                           | Ercolino (Cassino) |       |       |                                                          |

| Arbitro: | Ruggiero (Nocera Inferiore) |

|                |           |             |
| D. Baldini 56’ | Marcatori | 50’ Serioli |

| Arbitro: | Franceschini (Bari) |

|  |           |                          |
|  | Marcatori | 4’ Brambilla 58’ Serioli |

| Arbitro: | Capraro (Cassino) |

|  |           |           |
|  | Marcatori | 26’ Marra |

| Monza 8 marzo 1992 23ª giornata | Monza         | 0 – 0 | SPAL | Stadio Brianteo\| Arbitro: \| Lana (Torino) \| |
| Arbitro:                        | Lana (Torino) |       |      |                                                |

| Arbitro: | Rausa (Cosenza) |

|  |           |              |
|  | Marcatori | 69’ Robbiati |

| Monza 23 marzo 1992 25ª giornata | Monza           | 0 – 0 | Vicenza | Stadio Brianteo\| Arbitro: \| Braschi (Prato) \| |
| Arbitro:                         | Braschi (Prato) |       |         |                                                  |

| Arbitro: | Fiori (Ravenna) |

|                  |           |                         |
| Marra 29’ (aut.) | Marcatori | 18’ (aut.) Berlinghieri |

| Monza 12 aprile 1992 27ª giornata | Monza            | 0 – 0 | Siena | Stadio Brianteo\| Arbitro: \| Pontani (Verona) \| |
| Arbitro:                          | Pontani (Verona) |       |       |                                                   |

| Arbitro: | Tombolini (Ancona) |

|  |           |                            |
|  | Marcatori | 70’ A. Romano 93’ Robbiati |

| Arbitro: | Masulli (Cremona) |

|                                                 |           |  |
| Serioli 37’ Robbiati 74’ Mascheretti 88’ (aut.) | Marcatori |  |

| Arbitro: | Pisacreta (Salerno) |

|               |           |              |
| Moschetti 18’ | Marcatori | 22’ Robbiati |

| Arbitro: | Rizzo (Catania) |

|          |           |             |
| Pace 65’ | Marcatori | 68’ Serioli |

| Arbitro: | Ferro (Verona) |

|                   |           |  |
| Mandelli 46’, 87’ | Marcatori |  |

| Arbitro: | Nepi (Ascoli Piceno) |

|  |           |              |
|  | Marcatori | 58’ Mandelli |

| Arbitro: | Genovese (Avellino) |

|             |           |             |
| Robbiati 3’ | Marcatori | 64’ R. Gori |

### Coppa Italia

#### Turni preliminari
| Arbitro: | Guidi (Bologna) |

|                  |           |  |
| Ferrante 4’, 26’ | Marcatori |  |

| Arbitro: | Boggi (Salerno) |

|  |           |               |
|  | Marcatori | 45’ Scarafoni |

### Coppa Italia Serie C

#### Fase a eliminazione diretta
| Monza 21 novembre 1991 Sedicesimi di finale - Andata | Monza          | 0 – 0 | Lecco | Stadio Brianteo\| Arbitro: \| Baudo (Torino) \| |
| Arbitro:                                             | Baudo (Torino) |       |       |                                                 |

| Arbitro: | Ambrosio (Como) |

|                     |           |                     |
| D'Angelo 77’ (rig.) | Marcatori | 48’, 65’ F. Turrini |

| Arbitro: | Calvi (Milano) |

|                          |           |  |
| Antonioli 9’ Montani 81’ | Marcatori |  |

| Monza 5 febbraio 1992 Ottavi di finale - Ritorno | Monza               | 0 – 0 | Varese | Stadio Brianteo\| Arbitro: \| M. Branzoni (Pavia) \| |
| Arbitro:                                         | M. Branzoni (Pavia) |       |        |                                                      |